# Naturschutzgebiet Raunsberg
Das Naturschutzgebiet Raunsberg mit einer Größe von 5,64 ha liegt nördlich von Dreislar im Stadtgebiet von Medebach. Es wurde 2003 mit dem Landschaftsplan Medebach durch den Hochsauerlandkreis als Naturschutzgebiet (NSG) ausgewiesen. Das NSG ist Teil des Europäischen Vogelschutzgebiets Medebacher Bucht.

## Gebietsbeschreibung
Im NSG handelt es sich um Teile des flachen Bereichs des Raunsberg mit dichten Hecken, Gebüschen und Besenginsterbeständen geprägten Kulturlandschaftskomplex mit extensiven Grünlandflächen vom Typ der trockenen Glatthaferwiesen. Im NSG, einem Biotopkomplex mit seiner engen Verzahnung von Hecken und Offenland, brüten mehrere Neuntöter-Brutpaare.

## Pflanzenarten im NSG
Im NSG kommen gefährdete Pflanzenarten vor. Auswahl vom Landesamt für Natur, Umwelt und Verbraucherschutz Nordrhein-Westfalen dokumentierter Pflanzenarten im Gebiet: Acker-Glockenblume, Acker-Stiefmütterchen, Acker-Witwenblume, Ackerwinde, Besenginster, Brennender Hahnenfuß, Echte Zaunwinde, Echtes Johanniskraut, Echtes Labkraut, Echtes Leinkraut, Echtes Mädesüß, Gamander-Ehrenpreis, Geflecktes Johanniskraut, Gemeiner Hohlzahn, Gemeiner Rainkohl, Geruchlose Kamille, Gewöhnlicher Natternkopf, Gewöhnlicher Klettenkerbel, Gewöhnliches Ferkelkraut, Glattes Habichtskraut, Ginster-Sommerwurz, Gras-Sternmiere, Kleine Bibernelle, Kleines Habichtskraut, Knolliger Hahnenfuß, Kohldistel, Kornblume, Kriechender Hahnenfuß, Magerwiesen-Margerite, Mittlerer Wegerich, Moschus-Malve, Rundblättrige Glockenblume, Salbei-Gamander, Schmalblättriges Weidenröschen, Serradella, Spitz-Wegerich, Sumpf-Dotterblume, Sumpf-Labkraut, Sumpf-Vergissmeinnicht, Vogelknöterich, Vogel-Wicke, Weißer Gänsefuß, Weißes Labkraut, Wiesen-Bocksbart, Wiesen-Kerbel, Wiesen-Kümmel, Wiesen-Pippau, Wirbeldost, Zweispaltiger Hohlzahn.

## Schutzzweck
Das NSG soll den vielfältigen Kulturlandschaftskomplex als Mosaikstein in der Sicherung des Vogelschutzgebietes „Medebacher Bucht“ sichern. Wie bei allen Naturschutzgebieten in Deutschland wurde in der Schutzausweisung darauf hingewiesen, dass das Gebiet „wegen der Seltenheit, besonderen Eigenart und Schönheit des Gebietes“ zum Naturschutzgebiet erklärt wurde.